# Ruta Estatal de Nevada 338
La Ruta Estatal de Nevada 338, y abreviada SR 338 (en inglés: Nevada State Route 338) es una carretera estatal estadounidense ubicada en el estado de Nevada. La carretera inicia en el Sur desde la SR 182  en la línea fronteriza norte de California en Bridgeport hacia el Norte en la SR 208     en Smith. La carretera tiene una longitud de 49,7 km (30.896 mi).

## Mantenimiento
Al igual que las autopistas interestatales, y las rutas federales y el resto de carreteras estatales, la Ruta Estatal de Nevada 338 es administrada y mantenida por el Departamento de Transporte de Nevada por sus siglas en inglés Nevada DOT.

## Cruces
La Ruta Estatal de Nevada 338 es atravesada principalmente por la  SR 829     en Wellington.